# Zastava Burkine Faso
Zastava Burkine Faso sastoji se od vodoravno raspoređenih crvene i zelene boje. U sredini je žuta petokraka.
Premda su boje panafričke, crvena predstavlja socijalizam, zelena bogatstvo, a žuta svjetlo, vodilju revolucije.